# Discografia da produção de Travis Scott

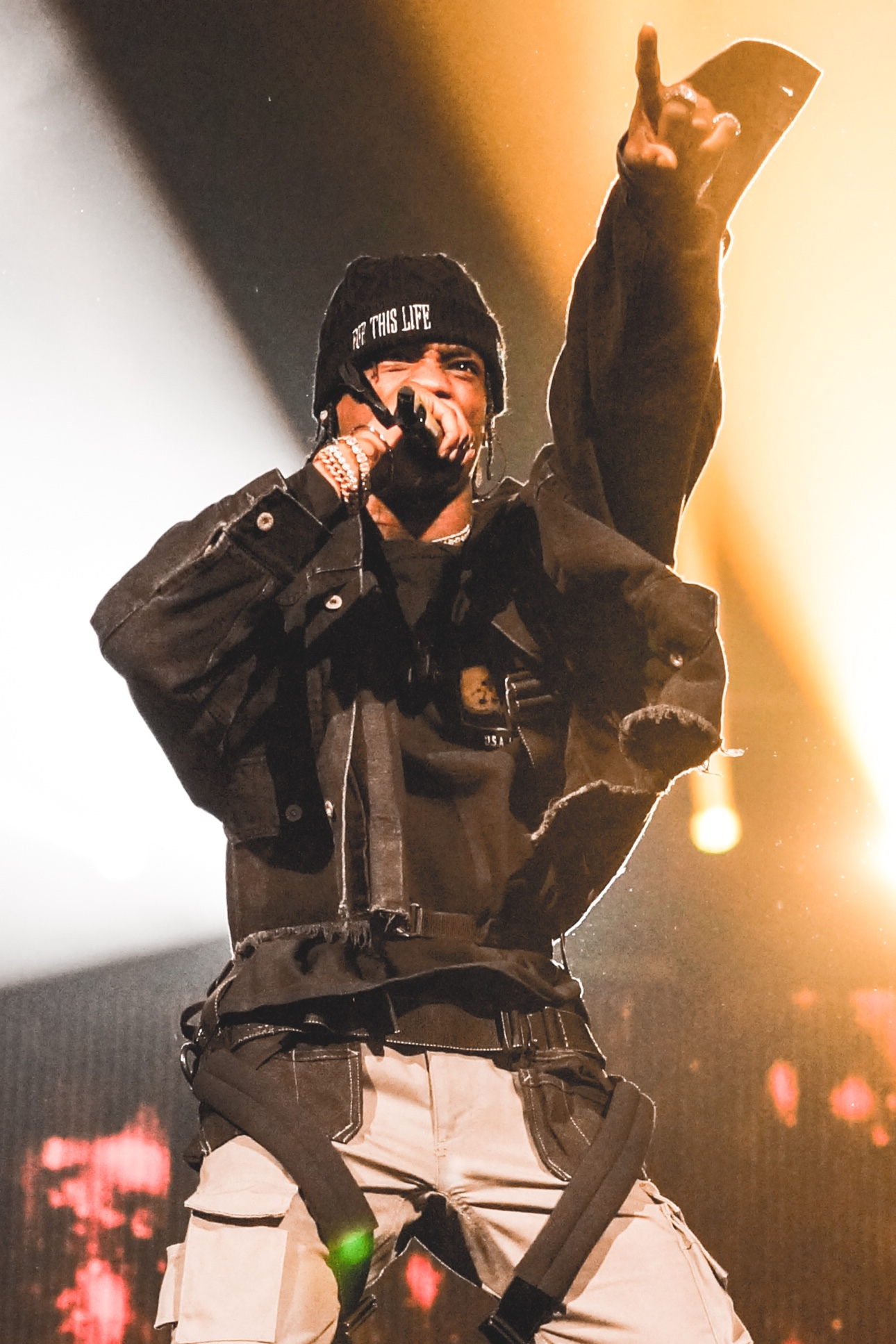
Scott em 2017.

A lista a seguir é uma discografia da produção de Travis Scott, um artista e produtor americano de discos de hip hop. Inclui uma lista de músicas produzidas, coproduzidas e remixadas por ano, artista, álbum e título.

## Singles produzidos
| Título                                                                             | Year | Posições do gráfico de pico | Posições do gráfico de pico | Posições do gráfico de pico | Posições do gráfico de pico | Posições do gráfico de pico | Posições do gráfico de pico | Posições do gráfico de pico | Posições do gráfico de pico | Posições do gráfico de pico | Posições do gráfico de pico | Certificações                              | Álbum             |
| Título                                                                             | Year | US                          | AUS                         | BEL(FL)                     | CAN                         | FRA                         | GER                         | IRL                         | NZ                          | SWI                         | UK                          | Certificações                              | Álbum             |
| ---------------------------------------------------------------------------------- | ---- | --------------------------- | --------------------------- | --------------------------- | --------------------------- | --------------------------- | --------------------------- | --------------------------- | --------------------------- | --------------------------- | --------------------------- | ------------------------------------------ | ----------------- |
| "Upper Echelon"(Travis Scott ft T.I. e 2 Chainz)                                   | 2013 | —                           | —                           | —                           | —                           | —                           | —                           | —                           | —                           | —                           | —                           |                                            | Owl Pharaoh       |
| "Don't Play"(Travis Scott ft The 1975 e Big Sean)                                  | 2014 | —                           | —                           | —                           | —                           | —                           | —                           | —                           | —                           | —                           | —                           |                                            | Days Before Rodeo |
| "Mamacita"(Travis Scott ft Rich Homie Quan e Young Thug)                           | 2014 | —                           | —                           | —                           | —                           | —                           | —                           | —                           | —                           | —                           | —                           |                                            | Days Before Rodeo |
| "Bitch Better Have My Money" (Rihanna)                                             | 2015 | 19                          | 14                          | 27                          | 11                          | 3                           | 17                          | 39                          | 10                          | 7                           | 27                          | - ARIA: Gold - RIAA: Platinum - RMNZ: Gold | non-album single  |
| "—" denota uma gravação que não foi mapeada ou não foi lançada naquele território. |      |                             |                             |                             |                             |                             |                             |                             |                             |                             |                             |                                            |                   |

## 2012

### Julian Stephen –The University of Julian 2
- 13. "Circles" (ft Jay Wrecka)[6]

### Ro Ransom –Ransomnia
- 08. "Many Names, One Heart"

### Vários artistas–Kanye West apresenta GOOD Music: Cruel Summer
- 01. "To the World" (performado por Kanye West, R. Kelly e Teyana Taylor) (produção adicional)
- 05. "The Morning" (performado por Raekwon, Pusha T, Common, 2 Chainz, Cyhi the Prynce, Kid Cudi, D'banj and Kanye West) (co-produção)
- 08. "Sin City" (performado por John Legend, Scott, Teyana Taylor, Cyhi the Prynce e Malik Yusef)

## 2013

### Vários artistas –DJ Drama Presents: XXL 2013's Freshmen Class
- 07. "God Level" (performado por Travis Scott)

### Hustle Gang –G.D.O.D. (Get Dough or Die)
- 17. "Animal" (ft Travis Scott, B.o.B & T.I.)

### Travis Scott –Owl Pharaoh
- 01. "Meadow Creek"
- 02. "Bad Mood/Shit on You" (produzido com Emile)
- 05. "Uptown" (ft A$AP Ferg) (produced with WondaGurl)
- 06. "Hell of A Night" (produzido com DJ Dahi, Rey Reel & Rahki)
- 07. "Blocka La Flame" (produzido com Young Chop & Mike Dean)
- 08. "Naked" (produzido com J Gramm)
- 10. "MIA" (produzido com Lex Luger)
- 11. "Drive" (ft James Fauntleroy)
- 12. "Quintana" (ft Wale)
- 13. "Bandz" (ft Meek Mill)

### Kanye West–Yeezus
- 03. "I Am A God" (programação adicional)
- 04. "New Slaves" (produção adicional)
- 08. "Guilt Trip" (ft Kid Cudi) (produção adicional)

### Wale–The Gifted
- 12. "Rotation" (ft Wiz Khalifa & 2 Chainz)

### Jay-Z–Magna Carta Holy Grail
- 08. "Crown" (vocais adicionais)

### Trinidad James –10 PC Mild
- 01. "WutEL$e"
- 03. "$hut Up!!!" (vocais adicionais)

### Big Sean–Hall of Fame
- 03. "10 2 10" (produção adicional)

### John Legend–Love in the Future
- 18. "We Loved It" (ft Seal) (produção adicional)

## 2014

### Big Sean
- "1st Quarter Freestyle" (produzido com Key Wane)

### Travis Scott –Days Before Rodeo
- 01. "Days Before Rodeo: The Prayer" (produzido com WondaGurl)
- 02. "Mamacita" (ft Young Thug & Rich Homie Quan) (produzido com DJ Dahi & Metro Boomin) (acabou influenciando muitos artistas)
- 05. "Don't Play" (ft The 1975 & Big Sean) (produção Vinylz, Allen Ritter, & Kanye West)
- 06. "Skyfall" (ftY oung Thug) (produzido com Metro Boomin)
- 07. "Zombies"  (produzido com Lex Luger & Hector)
- 08. "Sloppy Toppy" (ft Migos e Peewee Longway) (produzido com FKi)
- 09. "Basement Freestyle"  (produzido com Lex Luger & Metro Boomin)
- 10. "Backyard"  (produzido com OZ & Syk Sense)
- 12. "BACC"  (produzido com Metro Boomin)

## 2015

### Duke –Lil Duke
- 05. "On My Vibe" (ft Travis Scott)

### Drake–If You're Reading This It's Too Late
- 14. "Company" (ft Travis Scott) (produzido com Southside, TM88, Allen Ritter & WondaGurl)

### Madonna–Rebel Heart
- 05. "Illuminati" (produzido com Madonna, Kanye West, Mike Dean & Charlie Heat)

### Travis Scott –Rodeo
- 08. "Piss on Your Grave" (ft Kanye West) (produzido com Kanye West & Wals Escobar)
- 14. "Apple Pie" (produzido com Mike Dean, Terrace Martin & 1500 or Nothin')

### Rihanna -Single sem álbum
- 00. "Bitch Better Have My Money" (produção adicional)

## 2016

### Rihanna -Anti
- 06. "Woo" (produzido com Hit-Boy & Kuk Harrell & Alfie Jnr)
- 15. "Pose" (produzido com Hit-Boy & Kuk Harrell)

## 2018

### Migos -Culture 2
- 12. "White Sand" (produção adicional)

### London Jae- Gunz & Roses
- 07. "Vodka" (ft Travis Scott)

### Quavo -Quavo Huncho
- 19. "Lost" (Produzido com Joseph DaVinci, Mike Almighty, Kid Cudi, Quavo)

## 2020

### Don Toliver-Heaven or Hell
- 04. "After Party" (produção adicional)
- 07. "Candy" (produção adicional)